# 围裙

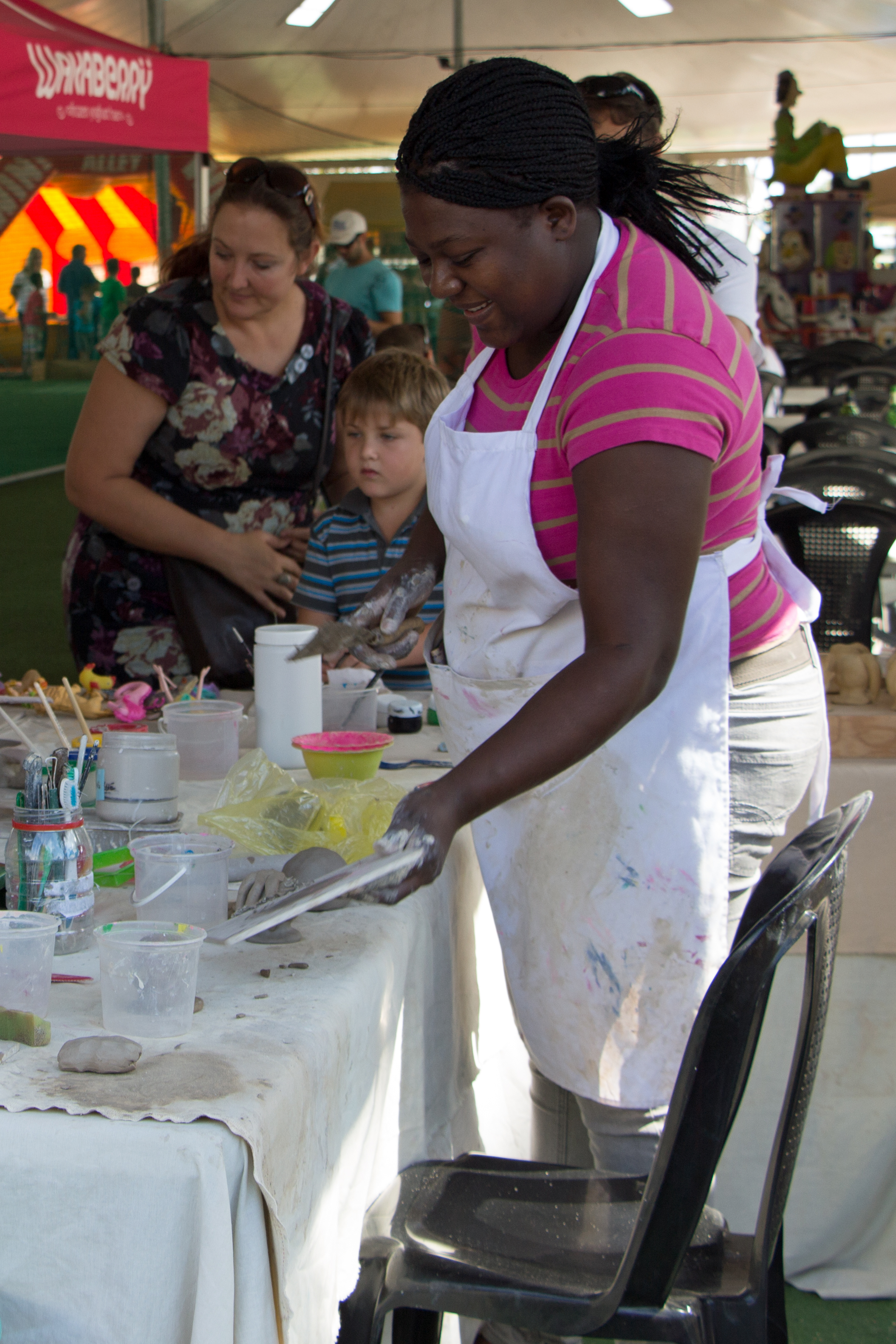

围裙，又稱圍兜或圍兜兜，是一种穿在身体外面的防护服，一般在身体的前部，主要用于防止衣物磨损或污染，一般作为工作服的一种特殊的制服，可分为：护士类别、厨房类别、服务员类别以及傭人。许多做家务活的人穿戴围裙，其亦可作为装饰用服。在某些特定的机构，围裙也是用来保护劳动者避免受伤害的用具，例如铁匠穿戴的铁制围裙。
除了布匹，其他材料也可制作围裙。化学工作者们一般穿戴橡胶围裙，X光技术人员则用铅制围裙，家用围裙一般用帆布，油布或者聚氯乙烯等材料制作，以便防水保洁之需。
在英语中，围裙一词来源于，后来由演绎为，沿用至今。

## 款式

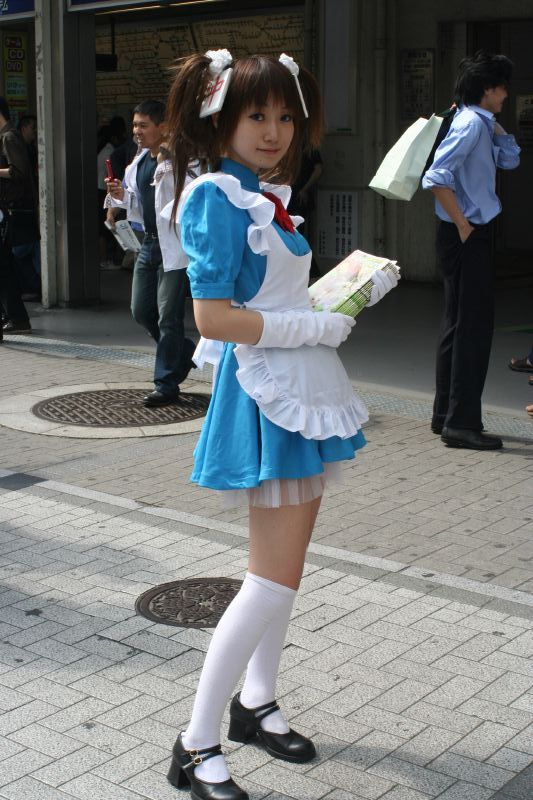
穿著围裙的東京秋葉原女僕咖啡廳店員

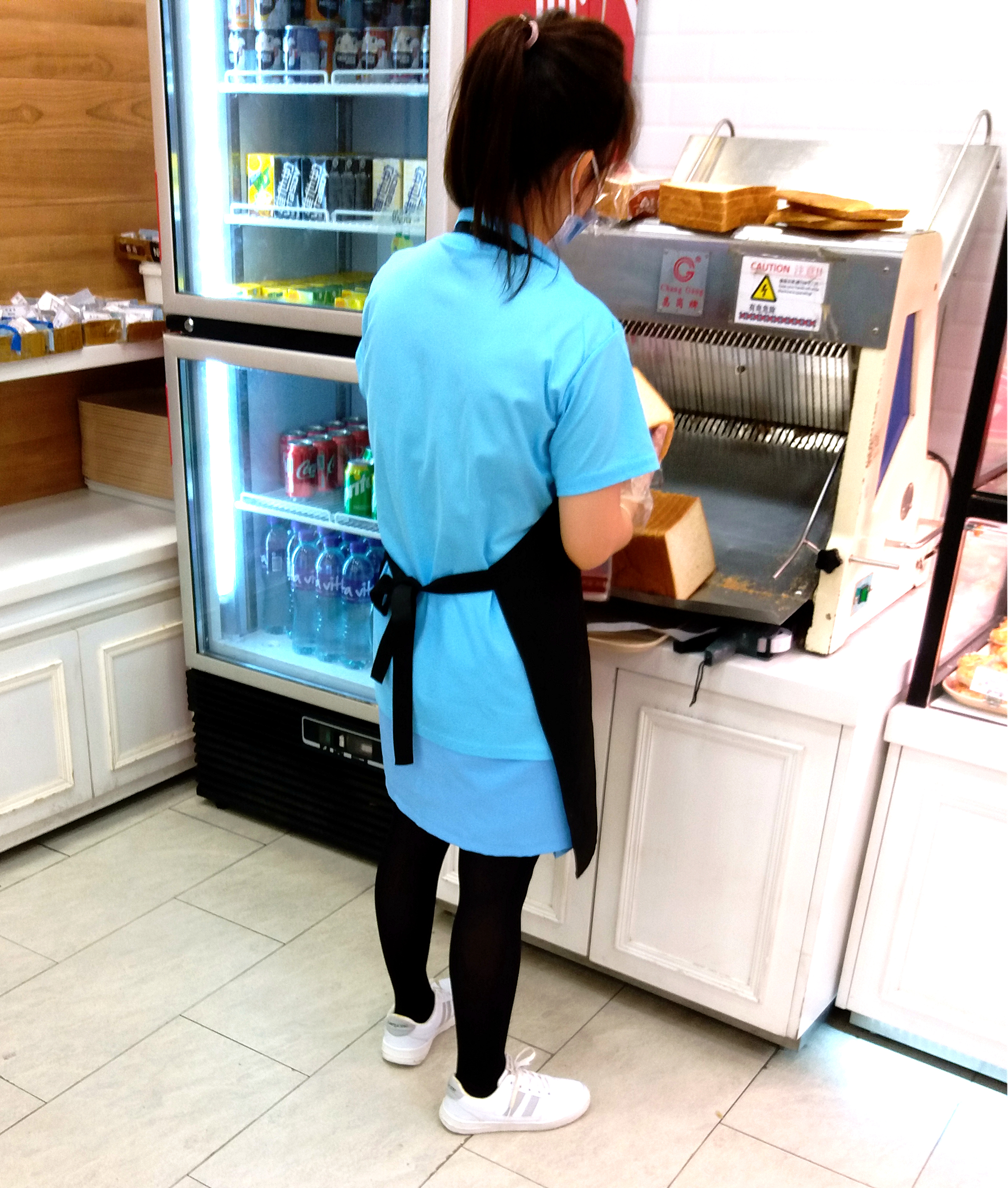
穿著围裙的餅店店員

围裙因为不同的使用环境也存在许多不同类型。最显著的特点：系在腰部，也有的覆盖上身，但都能挡住人身体的前面。覆蓋上身的又稱飯單。
围裙一般有一块遮围布，吊带子，系带部分组成。吊带子主要缠绕在脖子周围（广泛的设计方式）。或者肩带，背面多为交叉或者为H型。吊带子便于穿着，肩带穿着的舒适度高于吊带子。有袖子（大褂）围裙更有利于清洁，但穿着麻烦。
其他种类的围裙也在生活中广泛常见，如：鞋匠专用的围裙、肚兜（儿童围裙）或者是围裙+袖套的组合。并且随着个性化的发展，围裙上面也有了一些有趣的图案，表情，甚至是广告企业的徽标，作为宣传。

## 家用围裙
围裙已经称为家庭劳务的基本服装之一，在衣服或洗衣机产量居多的地方，围裙似乎不是太常见。然而对于大多数国家，家务带围裙仍然很流行。
如今，围裙已经是许多妇女和劳务工作者的必需品，同时围裙的设计常常突出革新，适用人群很广泛。然而一般的社会风俗认为：围裙更适合妇女穿戴，她们大多是家务或者某些工作的重要人员。
一般而言，家務助理行业里，雇主一般会提供围裙给傭人，以便身份确认之需，以免引起客人的误会。

## 文化
围裙在文艺复兴早期是英国圣公会主教的服装之一，主要以袈裟为范本，达到膝盖部分，然而上世纪中期已经这种围裙已经很罕见了，但在文艺复兴时期，也是一种服装的艺术象征。
在日本，有些色情影片及動漫等作品會出現全身僅穿著圍裙而沒有其他衣物的角色，稱之為「裸體圍裙」。